# Chinchetru
Chinchetru (en euskera y oficialmente Txintxetru)  es un concejo del municipio de San Millán, en la provincia de Álava, País Vasco (España).

## Historia
Hacia mediados del siglo XIX, el lugar, ya por entonces perteneciente a San Millán, tenía contabilizada una población de 86 habitantes. Aparece descrito en el séptimo volumen del Diccionario geográfico-estadístico-histórico de España y sus posesiones de Ultramar de Pascual Madoz con las siguientes palabras:

CHINCHETRU: l. en la prov. de Alava, c. g. de las Provincias Vascongadas (á Vitoria 4 leg.), part. jud. y vicaria de Salvatierra (1), aud. terr. de Burgos (20), dióc. de Calahorra (14), arciprestazgo de Eguilaz y ayunt. de San Millan: sit. en llano y dominado al E. por una pequeña altura, le baten todos los vientos; su clima es propenso á tercianas y pulmonias: tiene 18 casas y una parr. (Sta. Eulalia). Confina el térm. E. Langarica; N. Esquerecocha; S. Ullibarri (1/2 leg. cada uno), y O. Alegria (1): dentro de esta circunferencia se levanta á la der. del camino que conduce á Alegria, un monte poblado de robles y hayas, con canteras de piedra blanca y arenisca muy buena para fáb. El terreno es de calidad buena y mediana bañado por varias fuentes de buen agua que brotan en él, y por un riach que nace en el monte de Guereña y tiene un puente en la jurisd. de este lugar que sirve para comunicarse con ALegria. Los caminos dirigen á Salvatierra y Alegria, y se hallan en mal estado. Recibe el correo de Salvatierra 3 dias á la semana. prod.: trigo, maiz, cebada, yeros y otras menudencias: cria ganado vacuno, lanar, caballar y de cerda, siendo preferido el primero: hay caza de liebres, perdices y codornices. ind.: ademas de la agricola, hay un molino harinero que basta al surtido del pueblo desde noviembre hasta junio: el comercio consiste solo en algunos granos, y ganado que llevan á los mercados de Salvatierra y Vitoria. pobl.: 13 vec., 86 alm. contr.: con su ayunt. (V.)
(Madoz, 1847, p. 328)

## Demografía
En 2022, la entidad singular de población tenía empadronados 33 habitantes y el núcleo de población, los mismos.
| Gráfica de evolución demográfica de Chinchetru entre 2000 y 2022 |
|                                                                  |
| Población de derecho según los censos de población del INE.      |

## Patrimonio
Hay en el concejo una iglesia de Santa Eulalia.